# فلافيو ميدينا
فلافيو ميدينا (بالإسبانية: Flavio Medina)‏ هو ممثل مكسيكي، ولد في 19 أبريل 1971 بمدينة مكسيكو في المكسيك.

## وصلات خارجية
- فلافيو ميدينا على موقع IMDb (الإنجليزية)
- فلافيو ميدينا على موقع قاعدة بيانات الفيلم (الإنجليزية)
- فلافيو ميدينا على موقع كينوبويسك (الروسية)